# Rudolf Thurneysen
Eduard Rudolf Thurneysen (Basilea, 14 marzo 1857 – Bonn, 9 agosto 1940) è stato un linguista svizzero.

## Biografia
Studiò filologia classica a Basilea, Lipsia, Berlino e Parigi. Fu allievo di Ernst Windisch e Heinrich Zimmer.  Conseguì il dottorato nel 1879 e l'abilitazione presso l'Università di Jena nel 1882. Dal 1885 al 1887 insegnò latino a Jena, successivamente fu professore di filologia comparata presso l'Università di Friburgo.
Nel 1909 Thurneysen pubblicò Handbuch des Alt-Irischen, tradotto anche in inglese con il titolo A Grammar of Old Irish da D. A. Binchy e Osborn Bergin. Nel 1913 si trasferì presso l'Università di Bonn.

## Opere principali
- Über Herkunft und Bildung der lateinischen Verba auf -io der dritten und vierten Conjugation und über ihr gegenseitiges Verhältniß . Lipsia 1879.
- Keltoromanisches, die keltischen Etymologieen im etymologischen Wörterbuch der romanischen Sprachen von F. Diez . Halle 1884.
- Der Saturnier und sein Verhältniss zum späteren römischen Volksverse . Halle 1885.
- Das Verbum être und die französische Coniugazione: Ein Bruchstück aus der Entwicklungsgeschichte der französischen Flexion . Halle 1892.
- Sagen aus dem alten Irland . Berlino 1901.
- Die Etymologie: Eine akademische Rede . Friburgo 1905.
- Handbuch des Alt-Irischen: Grammatik, Texte und Wörterbuch, vol. 1: Grammatik ; vol. 2: Texte mit Wörterbuch . Heidelberg 1909.
  - A Grammar of Old Irish . Revisionato e ampliato, con supplemento. Tradotto da DA Binchy e Osborn Bergin. Dublino: School of Celtic Studies, Dublin Institute for Advanced Studies, 1975 (1ª ed. 1946; ristampa 2003). ISBN 1-85500-161-6
  - Old Irish Reader . Tradotto da DA Binchy e Osborn Bergin. Dublino: Dublin Institute for Advanced Studies, 1949 (ristampe 1975, 1981). ISBN 0-901282-32-4
- Die irische Helden- und Königsage bis zum siebzehnten Jahrhundert . Halle 1921.
- Scéla mucce Meic Dathó . Dublino: Dublin Institute for Advanced Studies, 1986 (ristampa 2004). ISBN 1-85500-022-9